# Liten ringhätting
Liten ringhätting (Conocybe filaris) är en svampart som först beskrevs av Elias Fries, och fick sitt nu gällande namn av Robert Kühner 1935. Conocybe filaris ingår i släktet Conocybe och familjen Bolbitiaceae.   Inga underarter finns listade i Catalogue of Life.
I den svenska databasen Dyntaxa används istället namnet Pholiotina filaris för samma taxon.  Arten är reproducerande i Sverige.
Arten är mycket giftig, och innehåller samma svamptoxiner som vit och lömsk flugsvamp. Svampens ringa storlek gör det mindre troligt att vuxna kan få i sig en dödlig dos, men den utgör en klar fara för barn.